# ZMapp
ZMapp est un médicament expérimental pour traiter la maladie à virus Ebola composé de trois anticorps monoclonaux chimériques. Le médicament a été testé pour la première fois chez l'homme au cours de l’épidémie de fièvre hémorragique Ebola en Afrique de l'Ouest en 2014, et finalement jugé inefficace en 2016.

## Développement et production
Le ZMapp est développé par la société Mapp biopharmaceutical Inc., résultat de la collaboration entre Mapp biopharmaceutical (San Diego) et l'Agence de santé publique du Canada. Mapp biopharmaceutical aurait été financée par l'armée américaine. La production du médicament à partir de plants de tabac est encore très limitée et prend plusieurs mois.
En 2016, un essai clinique randomisé a montré que le ZMapp n'était pas efficace pour soigner la maladie Ebola.

## Usage humain lors de l’épidémie en 2014
Vue l'ampleur de l'épidémie de fièvre hémorragique Ebola en Afrique de l'Ouest en 2014, l’Organisation mondiale de la santé (OMS) a autorisé l’usage du médicament expérimental sur des humains,.
Les doses ont permis de traiter quelques soignants avec des premiers résultats encourageants, mais les quantités disponibles ont été trop faibles (entre 800 et 1 000) pour avoir un impact sur l'épidémie.